# Боголепова, Людмила Сергеевна
Людми́ла Серге́евна Боголе́пова (1889 — 1979) — организатор советского здравоохранения, профессор, доктор медицинских наук, специалист в области социальной гигиены, профессиональной патологии, организации здравоохранения и санитарного просвещения. Член КПСС с февраля 1917 года.

## Биография
В 1913 году окончила медицинский факультет Московских высших женских курсов.
В дни Октябрьской социалистической революции под руководством 3. П. Соловьёва работала при Хамовническом военно-революционном комитете по организации медпомощи.
В 1920—1922 годах была членом коллегии Отдела здравоохранения Московского Совета рабочих, крестьянских и красноармейских депутатов и членом правления губернского отдела профсоюза Медсантруд.
С 1923 года является научным сотрудником, а с 1925 года назначена директором Института профессиональных заболеваний им. В. А. Обуха.
С 1932 по 1946 год вела научно-педагогическую работу. С 1946 по 1962 год работала в должности заместителя директора по научной части ЦНИИ санитарного просвещения М3 СССР.

## Научная деятельность
Является автором более 50 научных работ по вопросам организации здравоохранения, профессиональной патологии, теории и практики санитарного просвещения. Ею разработаны принципы и задачи санитарного просвещения в СССР, роль врача-специалиста в санитарном просвещении населения. Под её руководством выполнен ряд диссертаций.

## Почётные звания и награды
Л. С. Боголепова — почётный член Чехословацкого общества врачей им. Яна Пуркинье (с 1960). Награждена орденами Ленина, «Знак Почёта» и медалями.

## Источник
- Большая Медицинская Энциклопедия (БМЭ), под редакцией Петровского Б. В., 3-е издание, том 3